# Acquisition marchande des biens et des moyens de production
 (août 2021).
Deux procédés d'acquisition marchande de biens et de moyens de production existent légalement dans presque tous les pays, le premier à propos de l'acquisition d'un bien (pour en jouir) ou d'un moyen de production sans but lucratif, le deuxième à propos de l'acquisition d'un moyen de production à but lucratif. Chacun des deux procédés d'acquisition repose sur un fondement juridique différent. Pour le premier, une personne physique et une association sont sujets de droit (elles peuvent donc être propriétaires). Pour le deuxième, une entreprise n'est ni objet de droit (personne ne la possède) ni sujet de droit (elle ne peut donc pas être propriétaire alors qu'elle contribue grandement aux moyens de production par son travail et des échanges marchands): les actionnaires, quelles que soient leurs contributions effectives, sont les seuls propriétaires possibles des moyens de production.
Le deuxième procédé d'acquisition des biens, celui à propos des moyens de production à but lucratif, n'est possible que depuis les lois des années 1860 sur la « responsabilité limitée », responsabilité des actionnaires partagée avec l'entreprise toujours sans existence juridique. Karl Marx n'a donc pas pu les prendre en compte dans ses écrits (ex. : Le Capital et Travail salarié et capital). Dans les ouvrages cités, Marx décrit le premier procédé d'acquisition : « Le capitaliste achète avec une partie de sa fortune actuelle, de son capital, la force de travail du tisserand tout comme il a acquis, avec une autre partie de sa fortune, la matière première, le fil, et l'instrument de travail, le métier à tisser ».
Les lois de 1901, recourant au concept, nouveau à l'époque, de personne morale, ont permis la création des associations loi de 1901 qui, sujets de droit, peuvent alors être propriétaires de leurs moyens d'actions. Ce concept de personne morale sujet de droit n'a pas été étendu à l'entreprise, plus précisément à son collectif de salariés, pour faire évoluer la « responsabilité limitée » en « responsabilité et propriété partagées » entre les deux seuls contributeurs aux moyens de production que sont les actionnaires et le collectif de salariés, partage au prorata de la contribution de chacun.

## La propriété et ses droits
La propriété a une très grande importance dans la plupart des sociétés passées (John Locke (1632-1704) considère que la propriété est un droit naturel au même titre que la vie ou la liberté, droit inscrit dans toutes les déclarations des droits de l'homme et les constitutions)
Toutefois, pour être propriétaire d'un bien, il faut d'abord l'acquérir. Selon le dictionnaire Larousse, il y a plusieurs façons ou procédés légaux pour acquérir un bien. Pour John Locke et l'opinion publique en général, la propriété se mérite par une contribution à la hauteur du bien à acquérir, ex. : une somme convenue d'argent.
La propriété est assortie d'une liberté « absolue » quant à son usage comme le précise en France l'article 544 du code civil (« La propriété est le droit de jouir et disposer des choses de la manière la plus absolue, pourvu qu'on n'en fasse pas un usage prohibé par les lois ou par les règlements »).
À propos des moyens de production à but lucratif et de l'entreprise en général, il est souvent dit et écrit que les actionnaires en sont les propriétaires et ce malgré les objections juridiques disant que les actionnaires ne sont propriétaires que des actions. Ce raccourci est néanmoins très compréhensible car il y a propriété de fait : la propriété de l'ensemble des actions par les actionnaires leur donne le droit de jouir et disposer des moyens de production de la manière la plus absolue. Ce droit est la définition même de la propriété selon l'article 544 du Code Civil.

## Procédés d'acquisition des biens meubles et immeubles par des personnes physiques ou morales
L'acquisition d'un bien se fait en l'achetant au prix convenu, que ce soit devant notaire, chez un concessionnaire d'automobiles, dans un magasin de meubles ou au supermarché. L'argent vient de la poche de l'acquéreur, le plus souvent via son compte bancaire. Une partie de cet argent peut provenir d'un emprunt par l'acquéreur. Il est entendu que l'emprunteur est aussi celui qui rembourse. L'acquisition peut aussi se faire avec des facilités de payement, ex. : payement à crédit en quatre ou dix fois avec ou sans intérêt.
Tout bien se détériore et est périssable. C'est au propriétaire d'assurer sa maintenance, sa réparation (ex : réparation d'une panne automobile, ravalement de façade), son amélioration (ex. : une meilleure isolation du logement) et son extension (ex. : ajouter une pièce ou une véranda à son logement). Comme pour l'acquisition, le propriétaire assure tout cela en sortant l'argent de sa trésorerie ou en empruntant, emprunt qu'il rembourse lui-même. Assurer la pérennité d'un bien coûte au seul propriétaire.
Enfin, c'est le propriétaire qui est responsable pénalement si ce bien provoque des préjudices à autrui. À lui de mettre ou non en cause d'éventuels prestataires étant intervenu sur ses biens.

## Procédés d'acquisition de moyens de production à but non lucratif par une association à but non lucratif
L'acquisition de moyens de production à but non lucratif par une association à but non lucratif se fait absolument de la même manière que ce qui est décrit dans le chapitre précédent pour le particulier, personne physique ou morale. L'association est une personne morale et donc sujet de droit à savoir, selon le dictionnaire juridique du droit français « … un groupe de personnes physiques réunies pour accomplir quelque chose en commun… La personnalité morale permet d'ester en justice et d'acquérir des biens meubles ou immeubles… ». Les acquisitions faites par une association sont de fait des moyens de production pour assurer ses missions décrites, en France, dans l'article 2 de ses statuts. Exemples de moyens de production : maisons de retraite médicalisées, véhicules, machines, chevaux, etc. Exemples de missions à but non lucratif : EHPAD, foyers de jeunes en difficulté, atelier de réinsertion par le travail, club hippique, etc.
Ces moyens de production, acquis par l'association grâce à des dons, des emprunts, des prestations vendues à des particuliers ou financées par l’État, sont tous propriété de l'association. Tous ces biens se détériorent et sont périssables et ce n'est que l'affaire de l’association, propriétaire, que d'assurer ou non leur pérennité.
Enfin, c'est l'association, en tant que propriétaire, qui est responsable pénalement si un de ses moyens provoque un préjudice à autrui. À elle de mettre ou non en cause d'éventuels prestataires étant intervenu sur ceux-ci.
Remarque: une association peut même être actionnaire d'une société par actions, ex. : la fondation Bosch (Robert Bosch Stiftung) détient 92% des actions de Robert Bosch GmbH, mais sans droit de vote.

## Procédés d'acquisition de moyens de production à but lucratif
Beaucoup d'entrepreneurs créant leur TPE. ou PME acquièrent, entretiennent, etc. leurs moyens de production comme le font les associations sans but lucratif et en y engageant parfois leurs biens personnels. Néanmoins, il existe de multiples procédés, objet d'une abondante littérature spécialisée, qui permettent à l'entrepreneur, ou plutôt à l'actionnaire (ou « investisseur » nommé « capitaliste » par Marx) d'acquérir des moyens de production en minimisant au mieux son engagement financier personnel. « Littérature spécialisée » tant il est vrai que peu de gens se lancent dans de telles opérations entrepreneuriales ou d'investissement et sont donc au fait de ces procédés.

### «Fiction» de la S.A. ou S.A.R.L.
Pour minimiser ou partager les risques, l'actionnaire peut s'associer à d'autres actionnaires et dans ce cas il y a partage des risques ET de la propriété. Pour encore limiter les risques MAIS en gardant toute la propriété et le pouvoir, les actionnaires créent une société à responsabilité limitée à qui ils transfèrent entièrement le risque pénal et en grande partie le risque financier. L'actionnaire est toujours seul propriétaire, l'entreprise n'étant rien juridiquement pour être propriétaire mais tout juridiquement pour être éventuellement coupable.
Les procédés d'acquisition, limitant les risques de l'actionnaire, décrits dans ce chapitre ont été possibles grâce à la création de sociétés à responsabilité limitée dont Yuval Noah Harari souligne l'importance pour le développement du capitalisme : « Peugeot est une création de notre imagination collective. Les juristes parlent de « fiction de droit » ». Peugeot appartient à un genre particulier de fictions juridiques, celle des « sociétés anonymes à responsabilité limitée ». L’idée qui se trouve derrière ces compagnies compte parmi les inventions les plus ingénieuses de l’humanité. ». La citation reprise dans la note en fin d'article montre que le terme « responsabilité limitée » est un euphémisme : il s'agit en fait non d'une limitation des risques mais d'un véritable transfert de responsabilité et des risques de l'actionnaire à l'entreprise, à son collectif de travail, responsabilité pénale et économique. Toutefois, l'actionnaire garde entièrement la propriété et le pouvoir du fait de sa détention d'actions grâce aux procédés décrits ci-dessous.
Le grand public en général et beaucoup d'actionnaires disent qu'ils sont propriétaires des moyens de production ou tout comme. Compte tenu des précisions juridiques disant que les actionnaires ne sont propriétaires que des actions, l'explication de ce raccourci est la suivante: la propriété de l'ensemble des actions par les actionnaires leur donne droit de jouir et de disposer de TOUS les moyens de production de la manière la plus absolue, comme le montrent les procédés décrits dans les paragraphes suivants. Ce droit est la définition même de la propriété selon l'article 544 du Code Civil (« La propriété est le droit de jouir et disposer des choses de la manière la plus absolue, pourvu qu'on n'en fasse pas un usage prohibé par les lois ou par les règlements »).

### Investissement à effet de levier
Résumé : l'actionnaire mise 10 et l'entreprise, sur ordre de l'actionnaire, emprunte 50 pour investir. Les 60 d'actifs acquis ou construits n'appartiennent qu'à l'actionnaire qui a mis 10. Par contre, si six actionnaires misent chacun 10, la propriété des 60 d'actifs acquis ou construits est partagée entre chaque actionnaire : celui qui a mis 10 possède 10.
De nombreux articles soulignent l'intérêt de l'effet de levier : « L'effet de levier financier est la différence entre la rentabilité des capitaux propres ou rentabilité financière (rf) et la rentabilité économique (re) en raison de l'endettement ». Dans cette citation, les « capitaux propres » représentent ce que l'actionnaire a effectivement versé de sa poche à l'entreprise. La dette dont il est question est due à l'emprunt que l'entreprise a contracté sur ordre de l'actionnaire et mis en œuvre par les dirigeants de celle-ci. Cet emprunt doit être remboursé par l'entreprise et pas du tout par l'actionnaire. L'article cité ainsi que de nombreux autres articles ne précisent pas qui emprunte et qui rembourse. L'actionnaire peut miser 10 et faire emprunter 50 à l'entreprise. L'investissement total est donc de 60 en moyens de production. Seul l'actionnaire est propriétaire des 60 de moyens de production tout en n'ayant versé que 10. À titre indicatif, l'investissement des entreprises par emprunt (qu'elles remboursent si elles ne font pas faillite) était de 297 milliards € et l'investissement par émission d'actions de 22 milliards € en 2016[source insuffisante] et ce sur plus de 1 000 milliards d'€ de transactions boursières. Le remboursement par l'entreprise est réalisé, comme pour les particuliers et les associations, grâce aux revenus que son collectif de travail tire de son activité, revenus qui servent également à payer les salaires et les cotisations sociales. Néanmoins, l'entreprise n'est pas propriétaire des moyens de production au prorata de sa contribution car, n'étant pas sujet de droit, elle ne peut pas l'être (voir paragraphe « fondement juridique des procédés d'appropriation de moyens de production à but lucratif » pour plus de détails). Toutefois, c'est donc l'entreprise qui porte la charge de la dette et cela n'est pas sans risque, ex : impondérable technique dans le creusement du tunnel sous la Manche, d'où incapacité de l'entreprise Eurotunnel à rembourser selon les termes prévus. Ce risque est également apprécié en considérant le taux de « sous-capitalisation », à savoir l'insuffisance des capitaux propres par rapport aux dettes. La sous-capitalisation n'est pas limitée par la loi. La défiscalisation des intérêts d'emprunt était simplement limitée au regard de la sous-capitalisation constatée. Toutefois, en France, cette limitation à la défiscalisation a été supprimée récemment.

#### Évaluation de l'impact des effets de levier successifs à l'aide du bilan comptable
Le bilan comptable permet d'évaluer très simplement le cumul des effets de levier « investissements » durant la vie de l'entreprise.
« Dans la colonne de gauche du bilan, appelée « Actif », figure tout le patrimoine de l’entreprise, autrement dit tout ce que l’entreprise possède grâce aux ressources figurant au passif. ». Tous ces « actifs » sont considérés comme moyens de production (ex. : locaux, machines, véhicules, moyens informatiques, etc.)
Dans la colonne de droite du bilan, appelée « Passif » est fournie la liste des rubriques qui expliquent d’où proviennent les ressources financières dont dispose l’entreprise ».
Dans ce passif, la contribution de l'actionnaire est uniquement le « capital social ». Toutes les autres contributions sont celles du collectif de salariés. Par définition du bilan, le total du passif est égal au total des actifs. La contribution du collectif de salariés aux actifs est donc la différence entre le total des actifs et le « capital social » et, vu des comptes de l'entreprise, l'effet de levier est le ratio entre le total des actifs et le « capital social ».
Exemple avec le bilan 2021 de Carrefour : total actif (47 668 M€), financé par les actionnaires à hauteur du capital social (1940 M€) et donc le reste, soit près de 45728 M€, par le collectif de salariés. L'effet de levier cumulé est donc de 24 en fin 2021. Les années suivantes, il diminuera s'il y a financement par émission d'actions et il augmentera si l'entreprise Carrefour, son collectif de salariés, investit sur fonds propre ou par emprunt.
Dans son ouvrage majeur Principes d’économie politique, Charles Gide (1931) nomme « amorce » le capital social misé par les actionnaires et capital « concret » ou « réel » les actifs, le patrimoine productif de l'entreprise. « L'amorce » suffit aux actionnaires pour être propriétaires exclusifs de tous les actifs, de tout le capital « concret » ou « réel ».

### Achat à effet de levier
L'« achat à effet de levier » est un procédé permettant à des investisseurs d'acquérir une société sans y engager leurs biens personnels : « Le LBO ou rachat avec effet de levier est un montage financier permettant le rachat d'une entreprise par le biais d'une société holding. Cette dernière peut être créée par un fonds d’investissement ou par des salariés souhaitant acquérir leur entreprise sans disposer des fonds suffisants. Ils créent alors cette société qui recourt à l'emprunt pour financer l’investissement. Devenue actionnaire majoritaire de la société rachetée, la holding rembourse l'emprunt contracté grâce aux bénéfices que dégage la cible. C’est elle qui supporte le remboursement de la dette des repreneurs ». Cette définition montre très clairement qui emprunte (la société holding) et qui rembourse (l'entreprise achetée) : Un collectif d'actionnaires (société holding) « souhaitant acquérir leur entreprise sans disposer des fonds suffisants » emprunte pour créer, acheter une entreprise, emprunt à rembourser par « la société rachetée… qui supporte le remboursement de la dette des repreneurs » donc de fait par le collectif de travail de l'entreprise dont la société est le « support juridique » (Voir le paragraphe « fondement juridique » ci-dessous). L'actionnaire est donc propriétaire des actifs sans pour cela miser son argent personnel et sans augmenter le capital propre de l'entreprise achetée: elle ne reçoit pas un sous supplémentaire de ses nouveaux actionnaires. Concrètement, le remboursement de « l'emprunt contracté » par les actionnaires se rajoute à toutes les autres dépenses de l'entreprise (dont les salaires), en espérant que cet ajout ne réduise pas à néant les « bénéfices que dégage(ait) la cible ». Lorsque c'est le cas, cela peut être fatal à l'entreprise (ex : Toys R'Us)

### Entretien, amélioration et extension des moyens acquis
Tout moyen de production se détériore, est périssable, doit souvent être amélioré ou étendu. C'est l'entreprise qui assure sa maintenance, sa réparation (ex : entretien des locaux, réparation de machines de production), son amélioration (ex : « upgrader » les logiciels d'une chaîne de production ou de l'informatique de gestion), son extension (ex:acheter des machines supplémentaires, agrandissement des locaux). L'entreprise finance cela sur sa trésorerie alimentée par la vente de son activité ou par un emprunt remboursé par elle. Dans tous les cas, sauf cas exceptionnel d'augmentation de capital, l'actionnaire n'y met pas un sous, tout en étant toujours le seul propriétaire de ces moyens, y compris de ceux améliorés ou étendus.
Au contraire d'une association ou d'un particulier qui possède ses moyens de production ou un bien, ce ne sont pas les propriétaires des moyens de production à but lucratif, à savoir les actionnaires, qui sont responsables pénalement si un de ses moyens cause un préjudice (ex : un local vétuste) mais l'entreprise qui gère et contrôle ces moyens, alors même que ses éventuels manquements pourraient avoir pour causes ou circonstances atténuantes des objectifs un peu trop lucratifs, objectifs fixés par les actionnaires ayant recruté et missionné les cadres dirigeants.

### Rachat d'actions par l'entreprise
Résumé : sur ordre des actionnaires, l'entreprise rachète une fraction de leurs actions à tous ceux-ci. Pourtant, elle ne devient pas propriétaire de la même fraction des moyens de production, les actionnaires restant les seuls propriétaires car les actions « rachetées » sont ensuite « annulées ». Par contre, lorsqu'un actionnaire A rachète des parts à un actionnaire B, le A devient un peu plus propriétaire car il n'y a évidemment pas d'annulation d'actions et le B un peu moins.
Le rachat d'actions par l'entreprise est un procédé récent pour permettre aux actionnaires de récupérer une partie de leurs investissements. «Autorisé en 1998… le rachat d'action désigne l'action des entreprises qui rachètent leurs propres actions… Il s'agit d'une décision prise par les actionnaires de l'entreprise à l'occasion d'une assemblée générale ». Cela se fait « de deux façons : racheter leurs actions sur le marché boursier, racheter les titres appartenant aux actionnaires à un cours supérieur à celui du marché ». Notons que cette action de l'entreprise est une décision de ses actionnaires. En général le cours de l'action est à ce moment-là est supérieur à la mise de départ de l'actionnaire lorsque le capital social a été constitué: l'entreprise doit payer à l'actionnaire plus que ce qu'elle a reçu de lui au départ. Outre les dividendes versées auparavant au titre de ce capital social, ce rachat d'actions permet donc une plus-value immédiate conséquente pour les actionnaires, tous en les laissant toujours seuls propriétaires des moyens de production, avec de plus d'autres bénéfices. En effet les buts du rachat d'actions sont clairs : « Le rachat d'action permet à une entreprise d'augmenter artificiellement son bénéfice par action, qui est un indicateur de performance des entreprises et qui est recherché par les investisseurs » et « Cela a également un effet positif et augmente le cours des actions de l'entreprise et récompense les actionnaires, qui augmentent ainsi leur richesse ».
En 2019, 60 milliards ont été versés aux actionnaires des entreprises du « CAC 40 », dont 11 en rachat d'actions et 49 en dividendes. Néanmoins, les actionnaires remboursés d'une partie de leur investissement restent entièrement propriétaires des moyens de production. Selon Upsidebourse, « Les rachats d’actions sont un programme lancé à l’initiative de l’entreprise de racheter directement ses propres actions sur les marchés financiers. Le nombre d’actions en circulation est mécaniquement réduit. Ce qui permet de créer un effet de richesse pour les actionnaires. Les entreprises qui ont recours à cette ingénierie financière, le font parce qu’elles disposent d’une trésorerie importante. Mais comme les taux d’intérêt réels sont bas, la plupart d’entre elles ont abusé généreusement d’une dette bon marché pour racheter leurs propres titres. ». « l’initiative de l’entreprise » est très concrètement une initiative des actionnaires qui la contrôlent pour leur permettre « de créer un effet de richesse » tout en restant les seuls propriétaires. Toujours sur décision de leurs actionnaires, « elles [les entreprises ou plutôt les actionnaires] ont abusé généreusement d’une dette bon marché pour racheter leurs propres titres ». Cette dette est bien sûr remboursée par l'entreprise grâce aux revenus tirés de l'activité du collectif de travail, de tous les employés.

### Fondement juridique des procédés d'acquisition de moyens de production à but lucratif
Tout ce qui est décrit dans les paragraphes précédents quant à l'acquisition des moyens de production à but lucratif ne peut être mis en œuvre qu'en s'appuyant sur le droit. J.P. Robé décrit bien ce qui caractérise ce droit :
Tout d'abord J.P. Robé caractérise le système juridique (« le système juridique est fait d’un ensemble d’objets de droit - par exemple le mobilier de cette pièce - et de sujets de droit - les individus et les personnes morales -, ces derniers ayant des droits sur les objets de droit ») ; puis il prend un exemple (« Les actifs contrôlés par l’entreprise sont des objets de droit - ils sont la propriété des personnes morales qui servent de support à l’entreprise. Les sujets de droits sont les sociétés… ») ; et enfin, ayant mentionné un nouveau terme (« support »), il introduit deux nouvelles notions au regard de la caractérisation initiale en expliquant laborieusement ; « … qui servent de support juridique à l’entreprise. L’entreprise, elle, n’est ni un objet de droit, ni un sujet de droit. Personne ne peut donc en être “propriétaire” et elle n’est elle-même propriétaire de rien ».
Pourtant l'entreprise (ses employés) « contrôle » ses actifs, à savoir elle les acquiert ou les loue, les construit, les entretient, les améliore et elle assume en plus les devoirs juridiques de la société qui est son « support juridique » (pour rembourser les emprunts, au pénal, etc.). Néanmoins l'entreprise « n’est elle-même propriétaire de rien » alors qu'une association loi de 1901 à but non lucratif, sujet de droit, est donc propriétaire collectif de ses moyens de production, qu'elle « contrôle » de la même manière que l'entreprise (ex : club hippique, EHPAD) et qu'elle assume par ailleurs entièrement ses droits et devoirs juridiques attachés à cette propriété.
Enfin, cette construction juridique d'une société « support juridique » d'une entreprise qui n'est « ni un objet de droit, ni un sujet de droit » est difficile à comprendre et donc à discuter. Le chapitre « discours de Marx et des marxistes… » montre la non perception par ceux-ci de ces procédés d'acquisition, ce qui ne favorise par leur discussion.
Ce n'est pas un hasard que l'entreprise ne soit ni « un objet de droit, ni un sujet de droit » car cela permet les nombreux procédés d'acquisition minimisant l'engagement financier personnel des actionnaires, comme cela est montré dans les paragraphes précédents. Le droit ne tombe pas du ciel : à tout moment il est créé et modifié dans le sens désiré par ceux ayant le plus d'influence.

### Conséquence principale: concentration tendancielle des patrimoines et forte rentabilité
Dans son ouvrage Le Capital au xxie siècle T. Piketty montre que « Aujourd'hui, aux États-Unis, les sommes déclarées par ces mêmes "privilégiés" est passée de 9% à plus de 20% du total des revenus, En Europe, la progression des inégalités est moins spectaculaire mais cependant réelle, Les inégalités de propriété sont bien plus extrêmes que les inégalités de revenus ». La thèse principale de T. Piketty repose sur une « loi fondamentale du capitalisme » qui serait une « inexorable mécanique inégalitaire »: r">g, où r est le taux de rendement du capital (intérêts, dividendes, royalties, loyers, plus-values financières et immobilières…) et g la croissance économique, dont dépend la progression des revenus du travail. Traduction concrète: les revenus des placements croissent plus vite que les salaires. Donc il est plus facile d'épargner pour le capitaliste afin de faire grossir son patrimoine que pour le travailleur qui doit s'en constituer un ».
Les procédés d'acquisition des moyens de production à but lucratif qui sont décrits favorisent grandement cette concentration puisque, en les utilisant, les principaux contributeurs de ces moyens (de ce « patrimoine ») que sont les entreprises et leur collectifs de travail ne deviennent en rien propriétaires : seuls le sont les actionnaires qui se sont engagés une fois, au départ, et parfois de temps en temps.
Ces procédés d'acquisition sont les causes structurelles de la concentration des patrimoines et expliquent également la formule r>g, cette formule n'étant qu'une constatation sous forme arithmétique et comptable des effets de ces procédés.
En posant que le taux de rémunération du capital (r) est le ratio entre le dividende versé par l'entreprise et le capital qu'elle a réellement perçu de la part des actionnaires (son capital social), que la croissance est g et que toutes les autres choses sont égales par ailleurs, la croissance du dividende versé est de g et le taux de rémunération de ce capital effectivement versé a une croissance de g tant que l'actionnaire ne réinvestit pas dans l'entreprise (mais encore plus si au lieu de réinvestir, c'est l'entreprise qui lui rachète une partie de ses actions). D'après T. Piketty ce taux est de 4,5% à 5%. De fait, il arrive parfois que ce taux de rémunération soit bien supérieur, ainsi pour les années 2018 et 2019 alors même que ce taux se rapporte à la valeur boursière de l'action et non au montant de l'investissement initial, le capital social.
Rapporté au capital social, à savoir ce qui est effectivement versé de sa poche par l'actionnaire-investisseur à l'entreprise, la rentabilité exigée est toujours très élevée d'après le guide-du-routard-du-financement-dentreprise-2020 du MEDEF : "Votre projet doit les convaincre en termes de rentabilité. Les investisseurs s’attendent à sortir avec une plus-value (de 50% à 100% et parfois plus) en général au bout de 5 ans".

## Discours de Marx et des marxistes sur les procédés d'acquisition de moyens de production à but lucratif
Karl Marx analyse profondément les rapports sociaux de production en distinguant ceux qui sont propriétaires des moyens de production (les bourgeois) et ceux qui n'ont que leur force de travail à proposer (les prolétaires), les premiers exploitant, d'après Marx, les seconds. Une fois cela posé, tous ces ouvrages économiques ont trait à la valeur et à la plus-value. Pour Marx, la propriété privée des moyens de production est un état de fait, certes discutable, mais il ne s’appesantit pas sur les procédés d'acquisition de ceux-ci en ayant ou non la trésorerie pour le faire.
Ainsi, dans son ouvrage Travail salarié et capital ((1849), traduction de 1891, ouvrage non théorique mais compilation de conférences faites en 1847 à l'Association des ouvriers allemands de Bruxelles)), Marx ne présente qu'un procédé d'acquisition, celui correspondant à l'acquisition de biens de consommation, et ce avec de multiples exemples pédagogiques. Même s'il parle du « capitaliste », il le présente tel qu'aujourd'hui ce capitaliste se présente : celui qui « avance » son argent, qui ose prendre des risques : « Le capitaliste achète avec une partie de sa fortune actuelle, de son capital, la force de travail du tisserand tout comme il a acquis, avec une autre partie de sa fortune, la matière première, le fil, et l'instrument de travail, le métier à tisser ». Le chapitre précédent montre que le « capitaliste », en mettant en œuvre les procédés décrits dans la littérature spécialisée, a certes misé un peu au départ mais qu'il ne sort presque rien de sa poche ensuite : le salaire du tisserand est payé grâce au produit du travail passé de tout le collectif de travail auquel il appartient, ce produit devant également payer les métiers à tisser supplémentaires et leur entretien, l'agrandissement des ateliers, le fil, les cotisations sociales, les dividendes, etc et si besoin en empruntant et en remboursant ensuite (s'il y a un marché du fil, la banque prête volontiers à l'entreprise dont elle reconnaît la valeur des dirigeants).
Dans ce même ouvrage, Marx présente une analyse de l'usage de la vente de la marchandise en insistant sur le capitaliste qui avance : « Le prix de vente de la marchandise produite par l'ouvrier se divise pour le capitaliste en trois parties: premièrement, le remplacement du prix des matières premières qu'il a avancées ainsi que le remplacement de l'usure des instruments, machines et autres moyens de travail qu'il a également avancés; deuxièmement, le remplacement du salaire qu'il a avancé; et troisièmement, ce qui est en excédent, le profit du capitaliste ».Le chapitre précédent montre que c'est une possibilité, celle du premier procédé d'acquisition présenté, mais pas la seule : le capitaliste peut n'avancer que peu d'argent, un peu au tout début et encore : en empruntant le plus possible, l'emprunt étant remboursé par l'entreprise, par son collectif de travail.
Dans Le Capital, l'adjectif « mort » choisi par Marx pour qualifier le travail ayant trait aux moyens de production est révélateur de son occultation de la contribution du collectif de travail à ces moyens. Dans sa thèse, G. Tiffon le résume ainsi : « D. Ricardo pointe que.. il faut également distinguer le travail directement effectué (K. Marx parle de travail vivant), c’est-à-dire le travail de ceux qui produisent des chaussures par ex., et le travail indirectement effectué (le travail mort chez K. Marx), c’est-à-dire le travail de ceux qui produisent [installent, réparent, améliorent] les machines qui vont être utilisées pour produire les chaussures ».
Les marxistes actuels retiennent la même perception que Marx des procédés d'acquisition des moyens de production à but lucratif, alors même que la littérature spécialisée des investisseurs performants décrivent très bien leurs procédés effectivement mis en œuvre. Cette perception des marxistes actuels apparaît très clairement lorsqu'ils expliquent « la baisse tendancielle du taux de profit ».
Pour Marx et beaucoup de marxistes cette « baisse tendancielle du taux de profit » aurait une conséquence très importante : Ce serait une contradiction fondamentale du mode de production capitaliste, contradiction qui le vouerait inéluctablement à sa perte. Il est donc tout à fait compréhensible qu'ils soient attachés à cette théorie, même si elle est contestée par bien des économistes, y compris « de gauche » comme Serge Latouche. Dans cet article, il est seulement question de montrer quel procédé d'acquisition est pris en compte et non de discuter la thèse de la baisse tendancielle.
Pour expliquer la baisse tendancielle du taux de profit, Marx et tous ceux qui l'exposent partent de la même formule : Tprofit = Pl/(C+V). C'est le cas de Serge Latouche, ou de la revue théorique « Avant Garde » du PCF.
Tous parlent du capital fixe C et du capital variable V qui est « avancé », ce qui est bien entendu vrai, mais souvent sans préciser par qui, dans la mesure où ce n'est pas important pour expliquer cette baisse tendancielle. Dans les ouvrages cités plus haut, Marx écrit que c'est « avancé » par le « capitaliste ». Il s'agirait donc du Tprofit du capitaliste. Dans ce cas, la formule peut être fausse car elle ne devrait alors mentionner, au dénominateur, QUE ce qui a été effectivement misé de sa poche par le capitaliste pour aller sur le compte de l'entreprise (à savoir le capital propre), c'est-à-dire beaucoup moins que C+V si les procédés d'acquisition présentés dans le chapitre précédent sont utilisés.
L'article de la revue théorique Avant Garde est lui très clair car il nomme « le capitaliste » : « Les capitalistes accumulent des moyens de production matériels qui leur coûtent de plus en plus cher… Le capitaliste dépense proportionnellement de plus en plus en moyens de production matériels par rapport aux salaires ».
En amalgamant actionnaires et entreprise et en disant « l'actionnaire » ou « le capitaliste » donc en ignorant l'entreprise et sa contribution, Marx et tous les écrits, même "de gauche", sur le sujet ne montrent pas que la plus grande partie du capital fixe et pratiquement tous les salaires versés (le « C+V » de la formule de base Tprofit = Plus-value/(C+V)) ne proviennent pas de la poche du capitaliste mais proviennent du travail du collectif de travail de l'entreprise, la mise du capitaliste se limitant à sa mise de départ, le capital social inscrit au bilan.

## Production et mise à disposition de biens et de services: différences entre une entreprise et une association.
La différence qui vient à l'esprit entre une entreprise et une association est que cette dernière n'a pas le droit d'avoir un « but lucratif ». Au contraire de l'entreprise, ou plutôt de la société des actionnaires qui est le « support juridique » de l'entreprise, une association loi 1901 est « sans but lucratif ».
Néanmoins, comme le précise le site association.gouv.fr : « il est possible qu’une association puisse réaliser des bénéfices et exercer une activité économique, mais elle ne peut distribuer ses bénéfices de quelque manière que ce soit. »
Ainsi, il n'y a que très peu de différences opérationnelles et comptables entre une entreprise (ex : un réseau privé d'EHPAD) et une association (ex. : un réseau associatif d'EHPAD). Les méthodes et les outils comptables sont les mêmes, un éventuel « profit » de l'association étant mis au bilan comptable sur la ligne « report à nouveau ».
La différence entre une entreprise et une association se limite aux réponses aux deux questions suivantes :
1. Qui contribue aux moyens de production ?
2. Qui possèdent et sont maîtres de ces moyens de production ?

Dans l'exemple pris, un réseau d'EHPAD, les moyens de productions sont des terrains avec des maisons de retraite équipées, y compris médicalement, des véhicules, etc.
La réponse à la question (1-) est très similaire : même s'il y a eu des donateurs pour une association et des actionnaires pour une entreprise qui ont versé de l'argent pour démarrer l'activité, c'est l'association et l'entreprise qui contribuent le plus et de loin aux moyens de production pour les acquérir, les étendre, les entretenir. Le financement de cette contribution est assuré par le produit des ventes (dans l'exemple pris, la pension versée par chaque résident). Cette similitude est d'autant plus marquée que l'association ou l'entreprise sont de grande taille.
Mais, la réponse à la question (2-) est très différente : l’association est propriétaire de ses moyens selon l'article 6 de la loi de 1901 sur les associations. Par contre, l'entreprise, son collectif de salariés, n'est propriétaire de rien, malgré la contribution prépondérante de ce collectif, car celle-ci est ignorée, le collectif de salariés n'étant pas sujet de droit Seuls les actionnaires associés sont donc propriétaires, malgré leur faible contribution, nommée « capital social ».

### Collectif de salariés sujet de droit?
L'exclusivité d'appropriation par les actionnaires des moyens de production (les titres de propriété étant les actions ou les parts sociales), et ce quelle que soit leur contribution financière à ceux-ci (dont le montant est le « capital social » inscrit au bilan), n'est possible que par l'inexistence juridique du collectif de salariés : il n'est pas sujet de droit et ne peut donc être propriétaire des objets de droit que sont les actions.
Toutefois, dans une Société anonyme à participation ouvrière (SAPO), le collectif de salariés est sujet de droit et il détient des « actions de travail » octroyées par les actionnaires.
Pour certains économistes et chercheurs, Cet octroi d'actions devrait justement être fondé, comme pour les actionnaires actuels, sur la contribution effective du collectif de salariés aux moyens de production, aux actifs de l'entreprise. Fondées sur les mêmes raisons, les contributions financières des uns (les actionnaires) et des autres (le collectif de salariés), les actions de chacun donneraient les mêmes droits de propriété, dont de décisions sur les destinées de l'entreprise. Enfin, d'après ces auteurs, cette évolution devrait être étendue à tout type de sociétés par actions pour reconnaître et prendre en compte la contribution permanente du collectif de salariés aux moyens de production, aux actifs de l'entreprise.